# Ricardo Rosset (criminalista argentino)
Ricardo Rosset: Fue uno de los integrantes de la generación de miembros de la Policía Federal Argentina que llevaron a esa institución a convertirse en una de las más destacadas en el ámbito de la Criminalística y la investigación científica del delito.

## Reseña biográfica
Nació en la ciudad de Buenos Aires, el 29 de octubre de 1911, fruto del matrimonio de Olivo Rosset y Amalia Faggioni. Luego de completar sus estudios primarios y secundarios fue incorporado al Ejército Argentino en calidad de conscripto en el arma de Caballería entre enero de 1932 y 1933. Apenas un mes después, ingresó como Cadete a la entonces Policía de la Capital. 
Al cabo de su primera formación académica fue destinado a los servicios técnicos de la Dirección de Investigaciones. En aquellos años la incipiente División Técnica agrupaba a los especialistas en estudios balísticos, documentológicos, dactilocópicos, mecanográficos, etc. A lo largo de su extensa carrera profesional, Rosset dejaría su huella prácticamente en todos ellos, ya sea partir de la mejora de los procedimientos como de la invención de sistemas y herramientas para facilitar y aportar rigurosidad a las investigaciones periciales.

## Contribuciones a la Criminalística
Su primera contribución en ese sentido fue el “Scopómetro”, aparato que desarrollara junto a su compañero, el Inspector Enrique Pisano en el año 1946. Por medio del mismo, era posible efectuar pericias mecanográficas que apuntaran a comprobar si dos escritos habían sido producidos por la misma máquina.
En 1952, llegó el turno de presentar, junto al Subinspector Roberto Capello, un sistema para determinar las marcas características que dejaba cualquier máquina de escribir con la que se hubiere confeccionado un escrito de relevancia para una investigación criminal. Aquel mismo año ideó en compañía de Oficial Principal Domingo R. De Pascale el “Tensómetro” dispositivo que servía para medir la presión exacta que debía ser ejercida sobre la cola de disparador de un arma para que esta fuera accionada.
En el año 1954 propuso una nueva forma de trabajo en la información de antecedentes que solicitaban los juzgados criminales, impulsando así el reemplazo de la ya antigua “Ficha Policial” por la lectura directa del legajo del sumariado. 
Durante 1957 y 1958, Rosset formó parte de la comisión encargada de la modificación del régimen de tramitación de Pasaportes, documento por entonces que era expedido por la Policía Federal Argentina. En esos mismos años reorganizó también el archivo dactiloscópico de la institución. 
En 1960 fue designado como representante de la institución policial para participar en las Jornadas Nacionales de Dactiloscopía celebradas en la Ciudad de La Plata (1960) y en el Congreso Mundial de la especialidad que se reuniera en la misma ciudad al año siguiente. Fue incluso elegido entre todos los representantes allí reunidos para dar el discurso que acompañó el descubrimiento de una placa conmemorativa de Juan Vucetich en una de las calles de la capital provincial que lleva su nombre. 
Entre las decenas de felicitaciones que recibiera de parte de autoridades nacionales, provinciales, judiciales  y de sus propios superiores, destaca aquella que le cupo por su participación en las tareas de identificación de las treinta y un víctimas fatales del accidente del avión Douglas DC 6 de Aerolíneas Argentinas que cayera en cercanías de la localidad uruguaya de Salto mientras unía en vuelo las ciudades de Asunción y Buenos Aires el 7 de septiembre de 1960.

## Actividad Docente
En el año 1962 materializaría su legado más trascendente a la criminalística argentina. Junto al Principal Pedro Alfonso Lago y por medio de la Editorial Policial publicaría el libro “El ABC del dactiloscopo” que desde entonces ha tenido enorme influencia en la formación de profesionales de la Papiloscopía en todo el ámbito latinoamericano. Hacia fines de ese año y ya con el grado de Comisario Inspector, solicitó su pase a retiro, el que le fuera concedido a mediados de 1963. 
Ello no supondría su alejamiento de la vida institucional. Casi de inmediato fue nombrado docente de la Escuela de Cadetes de la Policía Federal Argentina, dedicándose así de lleno a una actividad que, con intermitencias, venía ejerciendo desde mediados de la década del 50. Incluso dentro del ámbito académico continuó siendo una referencia de la policía científica, al punto de ser representante de la Policía Federal Argentina en las Jornadas de Criminalística que tuvieran lugar en noviembre de 1986 en la Universidad Nacional del Comahue. En 1991 y luego de casi tres décadas de docente, solicitó y le fue concedida su jubilación. 
Falleció el 17 de febrero de 1998.